# Kasteel van Montfaucon
Het Kasteel van Montfaucon (Frans: Château de Montfaucon) is een kasteel in de Franse gemeente Montfaucon. Het kasteel is een beschermd historisch monument sinds 1976.